# Краснояружский район
Краснояружский район — административно-территориальная единица (район) и муниципальное образование (муниципальный район) в Белгородской области России.
Административный центр — посёлок городского типа Красная Яруга.

## География
Краснояружский район занимает западную часть Белгородской области, врезаясь клином между Курской и Сумской областями. Он граничит на севере с Беловским районом Курской области, на юге — с Грайворонским, на востоке — с Ракитянским районами Белгородской области, на западе — с Сумским районом Сумской области Украины. Площадь территории — 479,2 км².

## История
Поселение Красная Яруга было основано в 1681 году на реке Красной. Название произошло от реки и от южнорусского слова "яруга", обозначавшего Яр, крутобогую лощину или овраг. Длительное время Красная Яруга относилась к Хотмыжскому уезду, который сперва находился в составе Харьковского наместничества (губернии), а затем в начале XIX века был включён в состав Курской губернии.
В 1928 году, при образовании Белгородского округа Центрально-Чернозёмной области, в её составе был создан Краснояружский район, в территорию которого были включены земли Грайворовского уезда. В 1934 году земли района вошли в состав Курской области. При создании 6 января 1954 года Краснояружский район передан в состав вновь образованной Белгородской области. В 1963 году район объединён с Ракитянским районом.
В современных границах район был восстановлен 22 апреля 1991 года указом Президиума Верховного совета РСФСР № 1054-1. Административным центром района является посёлок городского типа Красная Яруга.
С 1 января 2006 года в соответствии с Законом Белгородской области от 20.12.2004 № 159 муниципальное образование «Краснояружский район» наделено статусом муниципального района. На территории района образованы 8 муниципальных образований: 1 городское и 7 сельских поселений.
В ходе вторжения России в Украину в связи с боевыми действиями в прилегающей Курской области 12 августа 2024 года была объявлена эвакуация населения района.

## Население
| 1959    | 2002    | 2009    | 2010    | 2011    | 2012    | 2013    | 2014    | 2015    |
| ------- | ------- | ------- | ------- | ------- | ------- | ------- | ------- | ------- |
| 29 966  | ↘15 128 | ↘14 802 | ↗14 891 | ↘14 880 | ↘14 770 | ↘14 708 | ↘14 581 | ↘14 505 |
| 2016    | 2017    | 2018    | 2019    | 2020    | 2021    |         |         |         |
| ↗14 740 | ↗14 792 | ↘14 628 | ↘14 376 | ↘14 230 | ↘14 151 |         |         |         |

### Национальный состав
По итогам переписи населения 2020 года проживали следующие национальности (национальности менее 0,1 % и другое, см. в сноске к строке «Другие»):
| Национальность | Численность, чел. | Доля     |
| -------------- | ----------------- | -------- |
| Русские        | 12 947            | 91,49 %  |
| Турки          | 586               | 4,14 %   |
| Украинцы       | 200               | 1,41 %   |
| Армяне         | 68                | 0,48 %   |
| Азербайджанцы  | 52                | 0,37 %   |
| Другие         | 298               | 2,11 %   |
| Итого          | 14 151            | 100,00 % |

## Муниципальное устройство
В Краснояружском районе 34 населённых пункта в составе одного городского и семи сельских поселений:
| № | Городское и сельские поселения            | Административный центр | Количество населённых пунктов | Население | Площадь, км2 |
| - | ----------------------------------------- | ---------------------- | ----------------------------- | --------- | ------------ |
| 1 | Вязовское сельское поселение              | село Вязовое           | 3                             | ↘793      | 48,38        |
| 2 | Городское поселение посёлок Красная Яруга | пгт Красная Яруга      | 2                             | ↗7957     | 47,72        |
| 3 | Графовское сельское поселение             | село Графовка          | 6                             | ↗960      | 75,67        |
| 4 | Илек-Пеньковское сельское поселение       | село Илек-Пеньковка    | 3                             | ↘801      | 42,60        |
| 5 | Колотиловское сельское поселение          | село Колотиловка       | 6                             | ↗1090     | 70,30        |
| 6 | Репяховское сельское поселение            | село Репяховка         | 4                             | ↘868      | 71,32        |
| 7 | Сергиевское сельское поселение            | село Сергиевка         | 8                             | ↘972      | 73,40        |
| 8 | Теребренское сельское поселение           | село Теребрено         | 2                             | ↘710      | 50,92        |

| №  | Населённый пункт | Тип                         | Население | Муниципальное образование                 |
| -- | ---------------- | --------------------------- | --------- | ----------------------------------------- |
| 1  | Архипов          | хутор                       | ↘7        | Колотиловское сельское поселение          |
| 2  | Бондарев         | хутор                       | ↘2        | Репяховское сельское поселение            |
| 3  | Быценков         | посёлок                     | ↗267      | Сергиевское сельское поселение            |
| 4  | Высокий          | хутор                       | ↘2        | Вязовское сельское поселение              |
| 5  | Вязовое          | село                        | ↘934      | Вязовское сельское поселение              |
| 6  | Вязовской        | хутор                       | ↗209      | Колотиловское сельское поселение          |
| 7  | Графовка         | село                        | ↘624      | Графовское сельское поселение             |
| 8  | Демидовка        | село                        | ↘272      | Графовское сельское поселение             |
| 9  | Дубино           | посёлок                     | ↘0        | Городское поселение посёлок Красная Яруга |
| 10 | Задорожный       | посёлок                     | ↘120      | Илек-Пеньковское сельское поселение       |
| 11 | Илек-Пеньковка   | село                        | ↗750      | Илек-Пеньковское сельское поселение       |
| 12 | Колотиловка      | село                        | ↘371      | Колотиловское сельское поселение          |
| 13 | Колотиловский    | хутор                       | ↘24       | Колотиловское сельское поселение          |
| 14 | Корытное         | посёлок                     | ↘0        | Сергиевское сельское поселение            |
| 15 | Красная Яруга    | пгт, административный центр | ↗7957     | Городское поселение посёлок Красная Яруга |
| 16 | Красноорловский  | хутор                       | ↗204      | Колотиловское сельское поселение          |
| 17 | Крисаново        | хутор                       | ↘60       | Сергиевское сельское поселение            |
| 18 | Надежевка        | село                        | ↘85       | Графовское сельское поселение             |
| 19 | Ново-Репяховка   | хутор                       | ↘30       | Репяховское сельское поселение            |
| 20 | Отрадовка        | село                        | ↘158      | Сергиевское сельское поселение            |
| 21 | Отрадовский      | посёлок                     | ↘187      | Сергиевское сельское поселение            |
| 22 | Первомайский     | хутор                       | ↘26       | Сергиевское сельское поселение            |
| 23 | Подвысокий       | хутор                       | →0        | Вязовское сельское поселение              |
| 24 | Подоловский      | хутор                       | ↘0        | Графовское сельское поселение             |
| 25 | Поповка          | село                        | ↘81       | Графовское сельское поселение             |
| 26 | Прилесье         | посёлок                     | ↘128      | Репяховское сельское поселение            |
| 27 | Репяховка        | село                        | ↘777      | Репяховское сельское поселение            |
| 28 | Романовка        | село                        | ↘17       | Графовское сельское поселение             |
| 29 | Савченко         | хутор                       | ↘73       | Сергиевское сельское поселение            |
| 30 | Сергиевка        | село                        | ↗331      | Сергиевское сельское поселение            |
| 31 | Староселье       | село                        | ↘191      | Теребренское сельское поселение           |
| 32 | Степное          | посёлок                     | ↗243      | Колотиловское сельское поселение          |
| 33 | Теребрено        | село                        | ↗600      | Теребренское сельское поселение           |
| 34 | Фищево           | хутор                       | ↘85       | Илек-Пеньковское сельское поселение       |

## Местное самоуправление
Глава района — Председатель Муниципального совета Краснояружского района — Болгов Игорь Иванович.
Глава местного самоуправления —  Кутоманов Виталий Владимирович.

## Экономика
Крупные предприятия района:
1. ЗАО «Краснояружский сахарник» (переработка сахарной свеклы и сырца);
2. ЗАО «Краснояружский бройлер» (производство инкубационного яйца);
3. ООО АПО «Моя Родина» (продукция растениеводства и животноводства).

## Уроженцы Герои Советского Союза и Герои Социалистического Труда
- Вдовытченко Иван Григорьевич (1924—1944) — Герой Советского Союза.
- Конякин Александр Федорович (1915—1944) — Герой Советского Союза.
- Литвинов, Дмитрий Прокопьевич (1926—1943) — Герой Советского Союза.
- Ткаченко, Григорий Тихонович (1923—1944) — Герой Советского Союза.
- Халенко, Василий Иванович (1924—2002) — Герой Советского Союза.
- Добродомов Григорий Сергеевич (1925—1943) — Герой Советского Союза.
- Крамаренко Григорий Иванович (1925) — Герой Советского Союза.
- Роменко Павел Павлович (1924—1944) — Герой Советского Союза.
- Богацкая, Любовь Антоновна (1917—1994) — Герой Социалистического Труда (22.03.1966).
- Секиркина, Пелагея Егоровна (1927—2014) — Герой Социалистического Труда (1971).